# 渡辺治右衛門 (10代目)

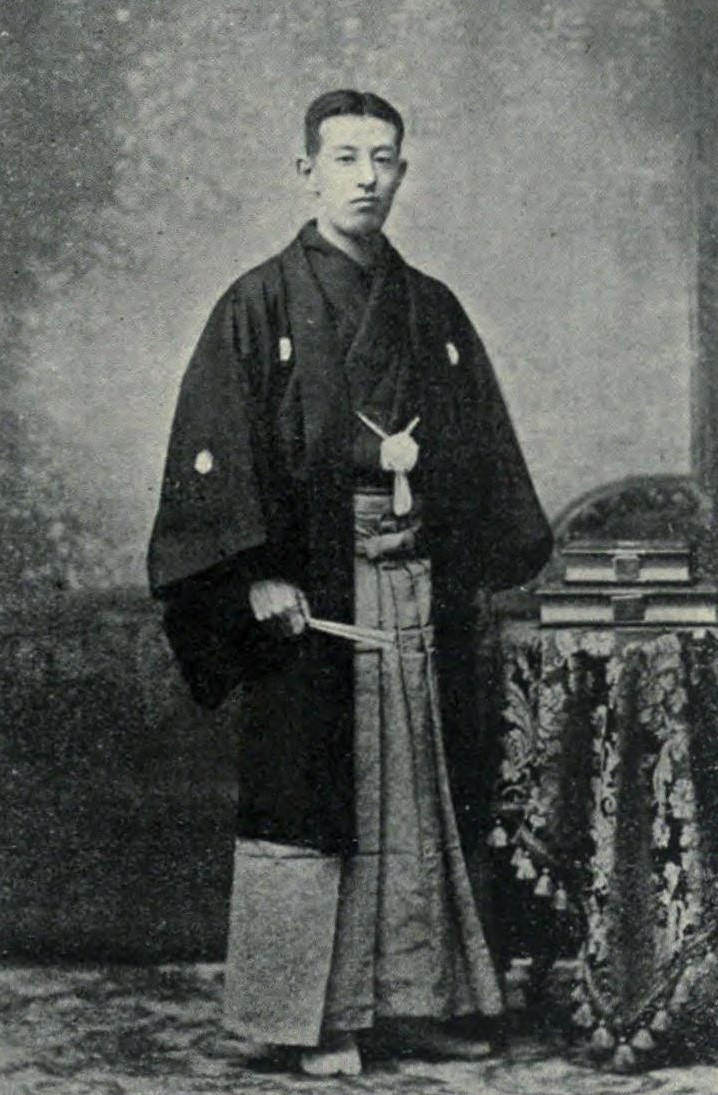
渡辺治右衛門10代目

10代 渡辺 治右衛門（渡邊 治右衞門、わたなべ じえもん、1872年2月6日（明治4年12月28日）- 1930年（昭和5年）1月4日）は、日本の実業家。東京渡辺銀行頭取。幼名・源次郎。孫は歌舞伎研究・批評家の渡辺保。

## 経歴
東京の富豪、渡辺治右衛門（9代目）の次男として生まれる。1909年（明治42年）、家督を相続し源次郎を治右衛門（10代目）を襲名。
1912年（明治45年）、旭日生命保険、ついで渡辺倉庫、渡辺保険会社を設立。また二十七国立銀行、東京湾汽船、あかぢ貯蓄銀行の事業を継いだ。
1920年（大正9年）、二十七銀行を東京渡辺銀行と改称し、頭取となる。しかし関東大震災後、経営が悪化。1927年（昭和2年）、片岡直温蔵相の衆議院予算委員会での渡辺銀行破綻の発言を契機に渡辺・あかぢ両銀行は休業となり、これが金融恐慌の発端となった。のち同行および関係企業は倒産し、東京屈指の資本家であった渡辺家は10代目の死去とともに財産を放棄した。